# Éric Chahi
Éric Chahi (Yerres, Essonne, 1967. október 21. –) francia videójáték-tervező, akinek legismertebb munkája a mára már kultikussá vált Another World (az Egyesült Államokban Out of this World címmel jelent meg).

## Pályája
Chahi programozói pályafutását az Amstrad- és az Oric Atmos-rendszereken kezdte 1983-ban a francia Loriciels cégnél. A későbbiekben már olyan platformokon dolgozhatott, mint az Atari ST és az Amiga. Az erre elkészült játékokat (Voyage au centre de la Terre, Jeanne d'Arc) már a Chip stúdió szárnyai alatt fejlesztette, de 1989 után elhagyta a csapatot. A Delphine Software International-nál folytatta tevékenységét, immáron a Future Wars grafikusaként, melynek vezető tervezője Paul Cuisset volt. A Future Wars befejezése után Chahi saját játék fejlesztésébe kezdett, melyet már teljesen egyedül készített a grafikától a történetig. Ez lett az 1991-ben megjelent Another World, mely meghozta Chahinak a világhírt. A kritikusok és a játékosok körében egyaránt sikert aratott a program, és sok későbbi fejlesztőre is hatást gyakorolt, olyanokra, mint Szuda Góicsi, Kodzsima Hideo vagy korábbi munkatársa, Paul Cuisset. Cuisset részben a fejlesztő iránti tiszteletéből alkotta meg a Flashback: The Quest for Identity című platformjátékot, mely sok elemében hasonlított Chahi játékára.
A Delphine elhagyása után Chahi megalapította az Amazing Studiót, és részt vállalt a Heart of Darkness fejlesztésében is. Chahinak ebben az alkotásában is visszaköszönnek korábbi sikerjátékának elemei. Ilyen például a rotoszkóposan animált mozgás, az oldalnézetes „túlélő-platform” játékmenet és az animált átvezető kisfilmek felhasználása. A játék kiadását többször is elhalasztották a fejlesztés gyakori leállása miatt, így a játékosok csak 1998-ban juthattak hozzá a Heart of Darkness-hez. A játékot a kritikusok és a műfaj rajongói is pozitívan fogadták, bár negatívumként felhozták a rövid játékidőt és az akkorra már elavult grafikus motort. Nem sokkal később a stúdió megszűnt, Chahi pedig évekre eltűnt a videójáték-iparból.
Chahi évekig csak az Another Worlddel foglalkozott, jobban mondva annak kézi konzolos (ingyenes Game Boy Advance-változat), mobiltelefonos és a 15. évfordulós PC-s változatának kiadásával. A fejlesztő a 2005-ös Game Developer's Conference-en jelentette be, hogy elkezdett dolgozni egy stratégiai játékon. Úgy nyilatkozott, hogy habár érdekli még a videójáték-fejlesztés, elégedetlen a mai játéktervezők kreativitást mellőző munkáival.
Chahi új játékáról a 2010-es E3-on hullt le a lepel, mikor bemutatták a From Dust trailerét. A játék 2011. július 27-én került kiadásra Xbox Live Arcade-en, a 2011 Summer of Arcade részeként. Augusztusban jelent meg belőle a PC-s verzió. A From Dust-ot a kritikusok a Black & White és a Populous vegyítésének nevezték, és sok pozitív szóval illették. A Metacritic például 80 pontot adott az Xbox 360-as változatra.

## Munkái
- 1983 Frog (Oric 1; ASN diffusion)
- 1983 Carnaval (Oric 1; ASN diffusion)
- 1984 Le Sceptre d’Anubis (Oric 1; Micro Programmes 5)
- 1984 Doggy (Oric 1; Loriciels)
- 1985 Infernal Runner (Amstrad CPC, C64; Loriciels) - Chahi neve nem szerepelt a C64-es verzióban.
- 1986 Le Pacte (Loriciels)
- 1988 Voyage au centre de la Terre - Jules Verne Utazás a Föld középpontja felé című regényének feldolgozása.
- 1989 Jean d'Arc
- 1990 Future Wars (eredeti francia cím: Les voyageurs du temps, Interplay)
- 1991 Another World (címe az Egyesült Államokban: Out of this World, Interplay), 2006. április 14-én újra kiadták.
- 1998 Heart of Darkness (Interplay)
- 2004 Amiga Classix 4 (Magnussoft)
- 2011 From Dust (Ubisoft)[4][5][6]